# (23517) 1992 RO3
A (23517) 1992 RO3 a Naprendszer kisbolygóövében található aszteroida. Eric Walter Elst fedezte fel 1992. szeptember 2-án.